# ゴールドXR
ゴールドXRは、2003年にミズホが開発・販売したCタイプパチスロ・非ストック機である。

## 概要
ハサミ打ち攻略打法（いわゆるセット打法）の発覚により『ゴールドX』が撤去・シマ閉鎖騒動に発展し、その攻略法対策バージョンとして登場した機種である。基本性能は、『ゴールドX』と同様。
当初は『北斗の拳』の導入も開始されたことと合わせ、『ゴールドX』の撤去騒動によりホール・パチンコ業界全般の信用を失墜させたため、ホール側も『ミリオンゴッド』との交換というわけにもいかず、更には攻略方法が難しいなどでファンからの人気もすぐに得られず、新台導入以降は軒並み減少傾向に見舞われた。ミズホ側もテコ入れ的にパネル違いのGODモデルを市場に投入するも、ホールでの反応はいま一つ薄く、早々に撤去される運命を辿るものと内外からは見られていた。
ところが、発売から1年半ほどを経過したところで、一時は増台ラッシュだった『北斗の拳』の人気が衰えはじめ、『北斗』設置台数を減らすホールが増えてきた。そこに普通の新台を導入するのでなく、まだ設置が可能で客に出玉の破壊力をアピールできる台を導入する傾向が強まり、その候補に本機が挙げられた事が理由で、ホール設置台数が再びじわじわと増えていった。のちに、パネル違いのキングバージョンもリリースされたため、一応のヒットは飾ったことになる。

### ゲームシステム
『ゴールドX』の前身『ミリオンゴッド』と比べると、ボーナスの要であるゴッドゲーム（GG）が50G→30G、一撃必殺のプレミアムゴッドゲーム（PGG）が500G→300Gへと引き下げられている。ゲーム性はそのままでありつつも、ミリオンゴッドと比べると出玉性能を抑えた仕様となっており（それでも、PGGでの一撃3000枚獲得は強烈である）、スーパーゴッドゲーム（SGG）に関してGG3連荘以上確定もそのままとなっている。
『ミリオンゴッド』ではリプレイが成立していても、通常プレイではGG抽選に必須な順押しを強制されるため、通常時には揃わない仕組みになっていたが、本機では通常時でもリプレイが揃うようになり（液晶上では“ABB”のように2つ目と3つ目の数字が揃う）通常時のコイン持ちが若干向上している。リプレイが3連続で揃うとファンファーレが鳴り響き、『ミリオンゴッド』でも稀に聴かれたファンファーレの謎が解ける結果となる（前述の通り、通常時にリプレイが成立したかどうかが確認できないため）。リプレイが4連続以上で揃うと、GG確定である。
本機から、通常時に逆押しナビが発生する事がある。まれにGODや黄7・リプレイが揃うこともあるが、大半はハズレである。押し順ナビが発生した時以外の変則押しは全てペナルティとみなされ、その変則押ししたゲームを含めて計5ゲームの間はGG抽選が受けられなくなる。さらにペナルティをした回数に応じて、GGでは30→10G、PGGでは300→100Gと、それぞれ減少する可能性が高くなる。なお、通常時に押し順を間違えた場合、それまでの機種では「警告!!」と表示されていたのが、本機ではややくぐもった「カン!」という金属音と共に単に画面表示が薄暗くなるだけで、画面下には「残りのボタンを押して下さい」と表示される。
最大天井ゲーム数は4200Gである。天井システムは最大４段階と複雑なため天井GGを発動させにくかったが、自力でGG初当りに当選するまで天井状態は継続するため『ミリオンゴッド』と比べればゲーム数天井に達する事での恩恵は大きなものであった。ハマリ台を狙う立ち回り方では出玉は望めなかったミリオンゴッドと比べ、天井ハイエナが有効であった。
GG等のAT中のゲーム性やBGM・画面効果などに関しては、ほぼ『ミリオンゴッド』と同様である。